# Acothrura impunctata
Acothrura impunctata là một loài côn trùng thuộc chi Acothrura, họ Lophopidae. Loài này được Jacobi mô tả khoa học năm 1905.